# Centertown (Tennessee)
Centertown è un comune degli Stati Uniti d'America, situato nello Stato del Tennessee, nella Contea di Warren.